# Mimenicodes cylindricus
Mimenicodes cylindricus är en skalbaggsart som först beskrevs av Fauvel 1906.  Mimenicodes cylindricus ingår i släktet Mimenicodes och familjen långhorningar. Inga underarter finns listade i Catalogue of Life.